# Bettina Haskamp
Bettina Haskamp (* 1960) ist eine deutsche Redakteurin und Autorin. Unter dem Pseudonym Carolina Conrad hat sie im April 2018 ihren ersten Kriminalroman veröffentlicht.
Bettina Haskamp besuchte das Gymnasium Eversten in Oldenburg. Nach dem Abitur arbeitete sie fünf Jahre als Redakteurin bei einer Tageszeitung, studierte anschließend an der Universität Osnabrück und war als freie Mitarbeiterin für den NDR, später für Radio ffn tätig. Nach dem Examen arbeitete sie in Münster für den WDR, danach als Redakteurin in Hannover beim NDR.
In Untergehen werden wir nicht schildert sie die Reise mit ihrem Ehemann Gerhard Ebel in einem selbstgebauten Katamaran von Europa nach Brasilien und zurück.

## Werke
- mit Gerhard Ebel: Untergehen werden wir nicht. Ein vertracktes Paar, ein selbst gebautes Boot und ein gemeinsamer Traum. Hoffmann und Campe, Hamburg 2002, ISBN 978-3-455-09370-4.
- Alles wegen Werner. Roman. Marion von Schröder, Berlin 2009, ISBN 978-3-547-71152-3; als Taschenbuch: Ullstein, Berlin 2010, ISBN 978-3-548-28184-1.
- Hart aber Hilde. Roman, Marion von Schröder, Berlin 2010, ISBN 978-3-547-71171-4.
- Jetzt ist gut, Knut, Roman, Marion von Schröder, Berlin, 2012, ISBN 978-3-547-71181-3, Ullstein, Berlin 2013, ISBN 978-3-548-28544-3, als Hörbuch: gekürzte Lesung von Anne Weber, Regie: Margrit Osterwold, (4 CDs 4 Stunden, 49 Minuten), Hörbuch Hamburg 2012, ISBN 978-3-89903-357-1.
- Azorenhoch, Roman, Marion von Schröder, Berlin 2014, ISBN 978-3-547-71197-4.
- Tief durchatmen beim Abtauchen. Roman, Rowohlt Taschenbücher, Reinbek bei Hamburg 2016, ISBN 978-3-499-27111-3.
- Mord an der Algarve. Anabela Silva ermittelt., unter dem Pseudonym Carolina Conrad, Rowohlt Taschenbuch Verlag, Reinbek bei Hamburg 2018, ISBN 978-3-499-27112-0.
- Letzte Spur Algarve. Anabela Silva ermittelt., unter dem Pseudonym Carolina Conrad, Rowohlt Taschenbuch Verlag, Hamburg 2019, ISBN 978-3-499-00005-8.
- Tödliche Algarve. Anabela Silva ermittelt., unter dem Pseudonym Carolina Conrad, Rowohlt Taschenbuch Verlag, Hamburg 2020, ISBN 978-3-499-00323-3.
- Stürmische Algarve. Anabela Silva ermittelt., unter dem Pseudonym Carolina Conrad, Rowohlt Taschenbuch Verlag, Hamburg 2021, ISBN 978-3-499-00756-9.